# Hilde von Stolz
Hilde von Stolz, född 8 juli 1903 i Segesvár i dåvarande Österrike-Ungern (numer Sighișoara i Rumänien), död 16 december 1973 i Berlin, var en österrikisk skådespelare. Hon utbildades vid Max Reinhardt Seminar i Wien och filmdebuterade 1928, då under artistnamnet Helen Steeles. von Stolz fick ofta spela eleganta damer och femme fatales i tyskspråkig film på 1930-talet och 1940-talet. Hon verkade som skådespelare till slutet av 1960-talet.

## Filmografi (i urval)
- 1934 – Maskerad
- 1934 – Herrar på 3 kvart
- 1934 – Mitt hjärta längtar
- 1936 – Traumulus
- 1937 – Till främmande strand
- 1938 – En stormig bröllopsresa
- 1940 – Jud Süss
- 1941 – En natt i Siebenbürgen
- 1942 – Diesel
- 1943 – Münchhausen
- 1947 – Jag gifte mig med en judinna
- 1950 – Mathilde Möhring
- 1954 – Skandal i sista ringen
- 1956 – Flykten västerut